# Ингибитор АСПО
Ингибитор АСПО (Асфальтосмолопарафиновых отложений; англ. inhibitor of heavy oil deposites, inhibitor of asphaltene sediments)  — химический реагент, предотвращающий образование и отложение твердых компонентов нефти (АСПО) на поверхностях технологического оборудования 

## Классификация по механизму действия
- Депрессоры
- Модификаторы
- Диспергаторы
- Реагенты смачивающего действия

## Состав и механизм действия
- Депрессоры - реагенты преимущественно депрессорного действия, представляющие собой неионогенные поверхностно-активные вещества (эфиры СЖК и др.). В процессе образования АСПО они сокристаллизуются с зародышами кристаллов парафино-нафтеновых углеводородов [2] не позволяя смолисто-асфальтеновым веществам их связывать и притягивать к металлической поверхности технологического оборудования.
- Модификаторы - реагенты преимущественно модифицирующего действия, представляющие собой ионогенные ПАВ (сульфокислоты, амины, эфиры СЖК с амидными либо сульфо- группами). Эти реагенты действуют на молекулярном уровне, связывая наночастицы асфальтенов и препятствуя их дальнейшей агрегации воздействию на содержащиеся в нефти высокоплавкие парафино-нафтеновые углеводороды.
- Диспергаторы - химические реагенты, обеспечивающие образование тонкодисперсной системы, которая уносится потоком нефти, что препятствует отложению АСПО на стенках технологического оборудования.
- Реагенты смачивающего действия - образуют на поверхности металла гидрофильную плёнку, препятствующую адгезии  АСПО к поверхности технологического оборудования, что создаёт условия для выноса их потоком жидкости.

## Примечание
В производственной практике применяются промышленные реагенты комплексного действия т. е. депрессорно-модифицирующего, депрессорно-диспергирующего, а товарная форма ингибиторов АСПО чаще сочетает в себе сам ингибитор т. е. активную его часть, в растворе вещества, являющегося отмывающим агентом для АСПО. Этим часто обусловлен высокий расход и низкая стоимость ингибитора. Разработка ингибиторов АСПО, также как и остальных нефтепромысловых реагентов может по-старинке вестись методами эмпирического перебора компонентов для получения реагентов с максимальной эффективностью, либо более перспективными методами косвенного исследования синергетического эффекта в составах реагентов .

## Способы обработки скважин
1. Периодическое дозирование в затрубное пространство
2. Периодическое дозирование на вход НКТ [5]
3. Закачка в призабойную зону через систему нагнетательных скважин
4. Закачка всего объёма ингибитора в затрубное пространство с предварительно рассчитанным дозированием за счёт гравитационного осаждения